# Société Vaudoise des Sciences Naturelles
Die Société Vaudoise des Sciences Naturelles SVSN («Waadtländische Gesellschaft der Naturwissenschaften») ist ein naturwissenschaftlicher Verein in der Schweiz. Sie hat ihren Sitz in Lausanne. Die Gesellschaft war schon in den Anfängen des Naturschutzes im Kanton Waadt aktiv und beteiligt sich an der Tätigkeit der kantonalen Naturschutzkommission Commission vaudoise pour la protection de la nature.

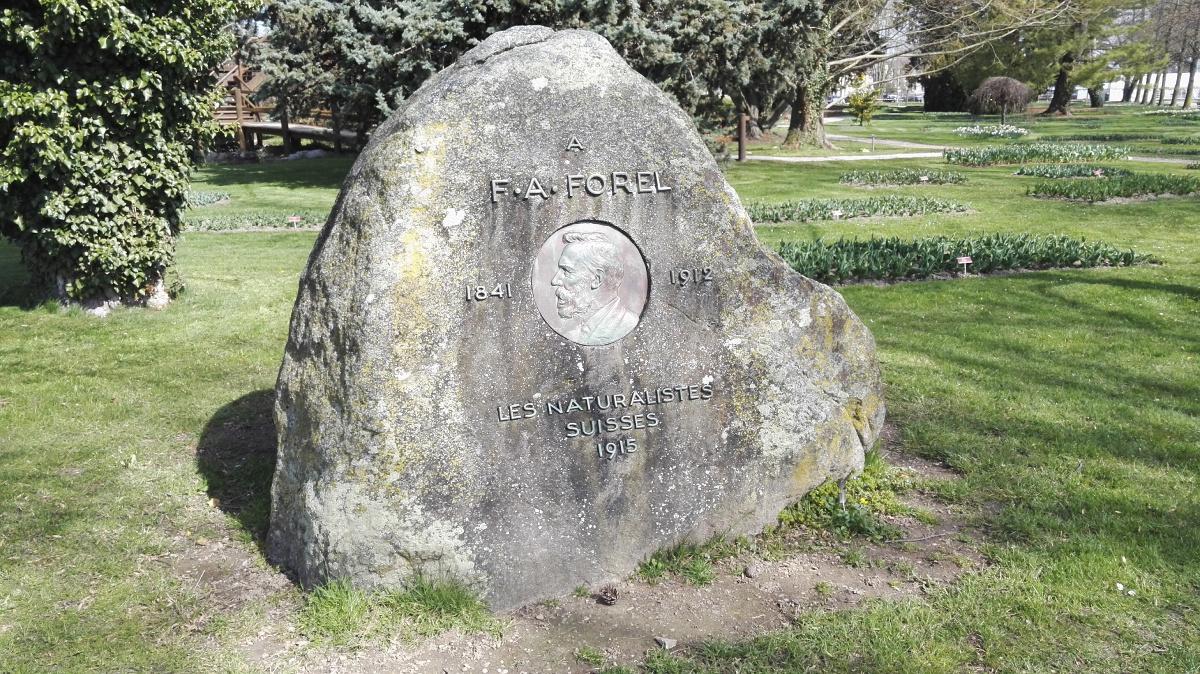
Findling aus dem Jura, 1915 mit Unterstützung der Société Vaudoise des Sciences Naturelles in Morges als Denkmal für den Naturforscher François-Alphonse Forel aufgestellt; mit einem Medaillon des Bildhauers Raphaël Lugeon

## Geschichte
Persönlichkeiten aus dem Kanton Waadt hatten sich bereits in früheren wissenschaftlichen Vereinigungen engagiert, zum Beispiel in der 1783 gegründeten Société des sciences physiques de Lausanne, ab 1803 in der Société d’Emulation du canton de Vaud und 1815 in Genf bei der Gründung der Société helvétique des sciences naturelles (SHSN), deutsch Allgemeine Schweizerische Gesellschaft für die Gesammten Naturwissenschaften, aus welcher die Akademie der Naturwissenschaften Schweiz hervorging. Die SVSN ist Mitglied dieser Akademie.
Die Société Vaudoise des Sciences Naturelles entstand 1819, um ihren Mitgliedern an regelmässigen Sitzungen Vorträge zu Themen aus verschiedenen Gebieten der Naturwissenschaften anzubieten. An der Vereinsgründung waren vor allem der Zoologe Daniel-Alexandre Chavannes (1765–1846), der bereits die Société d’agriculture des Kantons Waadt ins Leben gerufen hatte, der waadtländische Mineninspektor und Chemieprofessor Henri Struve (1751–1826), der Forstinspektor und Leiter des Kantonsmuseums Charles Lardy (1780–1858), der Geologe und Salzdirektor Johann von Charpentier (1786–1855), der Arzt Louis Levade (1748–1839) aus Vevey sowie der Botaniker und Agronom Louis Reynier (1762–1824) beteiligt.
Anfänglich konnten die Referenten der SVSN-Sitzungen ihre Arbeiten in einer von Daniel-Alexandre Chavannes herausgegebenen Schriftenreihe publizieren. Seit 1842 veröffentlichte die SVSN die Referate und später auch andere Beiträge in ihrer eigenen, vom Physiker Elie-François Wartmann (1817–1886) gegründeten Zeitschrift Bulletins des séances de la Société Vaudoise des Sciences Naturelles. Die Artikel kamen meistens von Professoren, die an der Académie de Lausanne, die 1890 zur Universität Lausanne umgewandelt wurde, sowie an der 1853 gegründeten Ecole spéciale de Lausanne, der heutigen École polytechnique fédérale de Lausanne, unterrichteten.
Durch Schriftentausch mit andern Organisationen bildete der Verein eine rasch wachsende Fachbibliothek. 1875 stand die SVSN mit 144 wissenschaftlichen Gesellschaften im Kontakt. Seit 1901 befand sich die Vereinsbibliothek in einem eigenen Lokal in Lausanne, wo sie auch dem Fachpublikum zur Verfügung stand. Mehrmals in ihrer Geschichte publizierte die Gesellschaft einen Katalog ihrer Schriftenbestände; mit einer Vereinbarung von 1899 zwischen dem Verein und dem Staat übernahm die Kantonsbibliothek Waadt die Verwaltung und Registratur der Bibliothek der SVSN. Ab 1922 veröffentlichte die SVSN neben ihrer Schriftenreihe Bulletin de la Société vaudoise des Sciences naturelles selbständige Facharbeiten unter dem Reihentitel Mémoires de la Société vaudoise des Sciences naturelles.

Findling bei Bex

Die naturforschende Gesellschaft gehörte zu den frühen Promotoren des Naturschutzes in der Westschweiz. Der Anstoss dazu kam vom Engagement einiger Westschweizer Geologen in der Diskussion um die Eiszeittheorie, zum Beispiel Johann von Charpentier, Louis Agassiz, Adolf von Morlot und später Hans Schardt, die Mitglieder und teilweise auch Präsidenten der SVSN waren. Die Gesellschaft setzte sich als eine der ersten Massnahmen auf dem Gebiet des Naturschutzes in der Schweiz für die Erhaltung von Gletscherfindlingen in der Westschweiz ein, deren Bedeutung als Zeugen für den eiszeitlichen Vorstoss des Rhonegletschers man erkannt hatte. Die SVSN liess die Findlinge des Rhonegletschers durch eine 1868 eigens dafür eingesetzte Fachkommission untersuchen und vor der Zerstörung retten.
Der grösste dieser Felsblöcke mit einem Volumen von etwa 4300 Kubikmetern befindet sich bei Bex und hat durch Johann von Charpentier, Direktor der nahe gelegenen Saline von Bex, 1841 den Namen Bloc-Monstre erhalten; diesen Stein und den nahe dabei liegenden zweiten Findling Pierra Besse, die noch in den modernen Landeskarten der Schweiz eingetragen sind, schenkte der Besitzer des Grundstücks im Wald nördlich von Bex 1877 der SVSN. Zwei weitere grosse Findlinge im Walliser Abschnitt des Chablais erwarb die SVSN in den 1875er Jahren von der Tochter Johann von Charpentiers, welchem sie der Kanton Wallis 1853 geschenkt hatte.
Die Gesellschaft ist über ihre Fachspezialisten mit der Forschungstätigkeit der Universität Lausanne, mit den Kantonsmuseen für Zoologie und für Geologie im Palais de Rumine und dem Botanischen Garten in Lausanne sowie mit der Volkshochschule Lausanne verbunden. Zudem arbeitet sie mit jüngeren naturkundlichen Fachgesellschaften wie der 1829 gegründeten Société vaudoise de médecine («Waadtländische Gesellschaft der Medizin») oder der 1969 entstandenen Société vaudoise de minéralogie («Waadtländische Gesellschaft der Mineralogie») zusammen. 1941 veranstaltete die SVSN gemeinsam mit der Walliser naturforschenden Gesellschaft La Murithienne eine Feier zum 50-jährigen Bestehen des Alpengartens Thomasia bei Pont-de-Nant im Gebirge östlich von Bex. 1945 entstand unter massgeblichem Einfluss der SVSN die Union de Sociétés scientifiques vaudoises UVSS, ein Dachverband von 15 naturwissenschaftlichen Institutionen.
2019 organisierte die SVSN zum Anlass ihres 200-jährigen Bestehens ein umfangreiches Veranstaltungsprogramm im ganzen Gebiet des Kantons Waadt. Im Frühjahr widmete sie ein Symposium dem Thema «Demokratisierung der Naturwissenschaften im Zeitalter von Internet und Social Media». Als Kernthema des Jubiläumsjahres bestimmte sie die Erforschung der Ameisen im Kantonsgebiet.
2018 übergab die Wissenschaftsorganisation ihr Gesellschaftsarchiv, das eine grosse Menge Informationen zur Geschichte der Naturwissenschaften enthält, dem Staatsarchiv des Kantons Waadt als Schenkung.
Die finanzielle Förderung der naturkundlichen Forschung ist eine Hauptaufgabe der SVSN. Sie prüft Gesuche von Forschenden und vermittelt Beiträge an Forschungsprojekte.

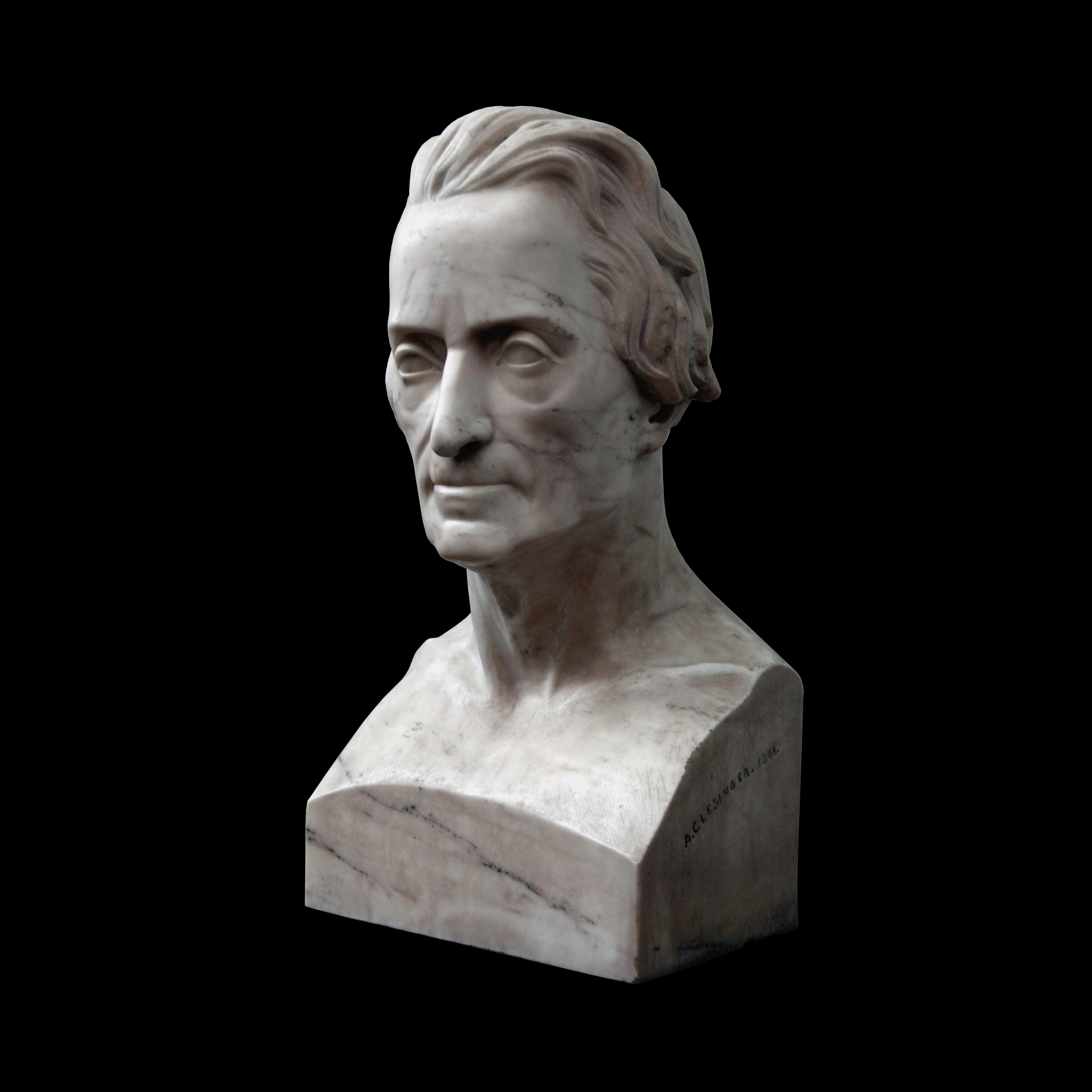
Büste von Daniel-Alexandre Chavannes, Gründer der Société Vaudoise des Sciences Naturelles; Bildhauer: Auguste Clésinger (Kantonales Museum für Zoologie, Lausanne)

## Vorsitz
Als Präsidenten der SVSN amteten Wissenschaftler, die aus dem Kreis der Vereinsmitglieder in der Regel für die Dauer von ein oder zwei Jahren gewählt wurden. In seltenen Fällen blieben Vereinspräsidenten über mehrere Jahre im Amt. Zu den Vorsitzenden zählten u. a. Daniel-Alexandre Chavannes, der Veterinärmediziner Édouard Bugnion (1845–1939), der Geologe Hans Schardt (1858–1931), der Meteorologe, Glaziologe und Physiker Paul-Louis Mercanton (1876–1963), der Geologe Héli Badoux (1911–2001), die Paläontologin und Konservatorin am kantonalen Museum für Geologie Alice Schnorf-Steiner (1904–1993), der Biologe Paul-Emile Pilet (1927–2005), die Zellgenetikerin Marguerite Narbel (1918–2010), der Geologe Marcel Burri (1929–2018), der Entomologe Jacques Aubert (1916–1995), der Physiker und Chemiker Tino Gäumann (1925–2013), der Geologe Arnold Bersier (1906–1978) und der Biologe Vincent Sonnay (* 1987). Seit 2020 ist der Umweltnaturwissenschaftler Julien Leuthold (* 1982) der Präsident der SVSN.